# إسماعيل إبراهيم عبد الرحمن
إسماعيل إبراهيم عبد الرحمن (5 مارس 1952 -)، مدير تحرير جريدة الأهرام المصرية سابقا، كاتب صحفي وأستاذ الإعلام بجامعة الأهرام الكندية، ولد في مركز دكرنس - محافظة الدقهلية بمصر.

## تعليمه
حاصل على ليسانس الآداب جامعة القاهرة قسم الصحافة بتقدير عام جيد جدا عام 1974، ثم ماجستير الإعلام في فنون التحرير الصحفي عام 1993، بعدها حصل على درجة الدكتوراة في الإعلام بمرتبة الشرف الأولى عام1995، عضو نقابة الصحفيين المصرية، وعضو اتحاد الكتاب المصريين والعرب.
كاتب مقال يومي في جريدة الأحرار منذ خمس سنوات، ومقال أسبوعي في جريدة نهضة مصر، إضافة إلي كتاباته في جريدة الأهرام وجريدة الأهرام المسائي التي يعد من مؤسسيها عام 1991.
تنقل خلال رحلته الصحفية منذ تعيينه بجريدة الأهرام سنة 1976 بين العديد من أقسام سكرتارية التحرير الفنية، والمرأة، والأسرة، والتحقيقات، والفنون، والديسك المركزي، والمراجعة التحريرية، علاوة علي جمعه بين الناحيتين العملية والأكاديمية في الصحافة، والإعداد والتقديم التلفزيوني.

## أهم المناصب
1. تقلد العديد من المناصب بداية من سكرتير تحرير جريدة الأهرام 1976- 1982.
2. سكرتير تحرير مجلة الشباب وعلوم المستقبل1978-1982.
3. مدير تحرير مجلة زهرة الخليج الإماراتية 1988-1990.
4. مدير تحرير جريدة الأهرام المسائي1991-1998.
5. مساعد رئيس تحرير جريدة الأهرام2000 -2005 .
6. نائب رئيس تحرير جريدة الأهرام 2006-2009
7. رئيس تحرير جريدة النداء الدولية 1997.
8. رئيس تحرير جريدة الزمان "أول جريدة مستقلة بنظام الشركات المساهمة 2001.

3 أستاذ غير متفرغ بكليات الأعلام وأقسام الصحافة بالجامعات المصرية منذ عام 1993.
قام بتدريس فنون التحرير الصحفي «الخبر، الحديث، التحقيق، المقال» وفن الإخراج الصحفي في كليات: إعلام حلوان، إعلام الزقازيق، إعلام طنطا، إعلام السادس من أكتوبر، الإعلام التربوي بجامعة القاهرة، والمنصورة. ابتداء من عام 1993 وحتي عام 2007، شارك في التحكيم ومناقشة رسائل الماجستير والدكتوراة في الإعلام بكلية الإعلام جامعة القاهرة عن إخراج الملاحق التحريرية بالصحف المصرية، وبقسم الإعلام بالأزهر، وقسم الصحافة بجامعة المنوفية،

## الإذاعة والتليفزيون
قام بإعداد وتقديم العديد من البرامج الإذاعية والتليفزيونية، كان آخرها برنامج «صالون صاحبة الجلالة» علي التليفزيون المصري، لمدة ثلاث سنوات.

## الجوائز
حصل علي جائزة نقابة الصحفيين المصرية في فن التحقيق الصحفي عام 1991.

## نبذة عن أهم أعماله
صدر له العديد من المؤلفات تنوعت ما بين الكتب الأكاديمية، والوثائقية، والدينية، والقصصية وصلت إلى 18 كتاب وهم:
1. «الصحافة النسائية في الوطن العربي»،[2] الدار الدولية للنشر والتوزيع. الطبعة الأولي 1996، والكتاب يتناول نشأة الصحافة النسائية في الوطن العربي منذ إصدار أول صحيفة نسائية في الإسكندرية عام 1892، والتي أصدرتها هند نوفل، وحتي عام 1995، أي تاريخ الصحافة النسائية في حوالي قرن كامل، ويقدم الكتاب بيلوجرافيا كاملة لللإصدارات الصحفية النسائية في جميع الدول العربية لم يسبقه أحد إليها.
2. «صحفيات ثائرات»،[3] الدار المصرية اللبنانية 1997، يتناول فيه حياة وجهاد 14 صحفية مصرية وعربية، كن صحفيات وصاحبات مجلات نسائية وسياسية، ومشاركتهن الفكرية في تحرير بلادهن، ومعاركهن الفكرية، وجهادهن بالقلم، الذي لايقل قيمة عن الجهاد بالرصاص مثل منيرة ثابت، ودرية شفيق، وهند نوفل، والكسندرة الخوري، ولبيبة هاشم، وتفيدة علام، وغيرهن، وقد حصل هذا الكتاب علي المرتبة الأولي في استفتاء كلية الإعلام جامعة القاهرة كونه أكثر كتاب إعلامي مؤثر.
3. «أجمل قصص الحب والعشق الإلهي».[4] مكتبة رجب.1997، وهو دراسة أدبية مقارنة عن قصص الحب الشهيرة في الشرق والغرب، والبحث عن مدي الحقيقة والخيال فيها، وبيان مدي تأثر الغرب في الرومانسية بالشعراء العرب، كما يخصص بابا كاملا عن أجمل قصص الحب الإلهي، وبعض من فصول الكتاب نشره المؤلف في مقالات يومية بجريدة الأهرام المسائي في التسعينات.
4. «فن التحرير الصحفي بين النظرية والتطبيق»،[5] دار الفجر. 1998، وهو محاولة للتقريب بين النظريات العلمية والأكاديمية، وبين الممارسة الصحفية في الكتابات الإعلامية، وقد صدر منه حتى الآن حوالي أربع طبعات، ويتناول فنون الخبر، والتقرير الإخباري، والحوار والتحقيق، وكل ما يتعلق بهذه الفنون التحريرية من تعريفات وطريقة الكتابة، وإجراء اللقاءات والتحقيقات وتنفيذها، مع نماذج تطبيقية، من خلال حوارات وتحقيقات أجراها المؤلف بنفسه.
5. «الشباب بين التطرف والانحراف».[6] الدار العربية للكتاب. 1998، وهو أول كتاب عربي يتناول بالدراسة الإعلامية ظاهرة عبدة الشيطان في مصر وتداعياتها، مقارنة بمظاهر العنف في المجتمع المصري، من خلال ما أطلق عليه الإعلام الجماعات المتطرفة، وانتهي الباحث في الكتاب إلي أن التطرف والانحلال في المجتمع المصري كان صناعة حكومية، وبمعرفة الدولة في عصر مبارك، كما يسرد الكتاب تاريخ الجماعات المتطرفة في العالم.
6. «مواقف حاسمة في حياة الخلفاء الراشدين».[7] المكتبة العلمية.1998، وهو دراسة دينية عن الخلفاء الراشدين الأربعة أبو بكر الصديق، وعمر بن الخطاب، وعثمان بن عفان، وعلي بن أبي طالب، والخليفة الراشد عمر بن عبد العزيز، ومواقفهم في القضايا الهامة، مع مقارنتها بتصرفات الحكام العرب، وخاصة الرئيس المصري حسني مبارك في إدارة أمور البلاد والعباد، ولم يكن هدف الكتاب تاريخي، بقدر ما كان انتقاد ومعارضة نهج مبارك في الحكم وإدارة أمور الدولة.
7. «انتحار الحب» مجموعة قصصية. دار قباء 1999، وهي محاولة أدبية لكتابة القصة القصيرة من خلال 16 قصة قصيرة، تقوم علي وقائع حقيقية منشورة في صفحات الحوادث، تبين أن الجريمة تقع في لحظة ضعف يمر بها مرتكبيها، والخيط الذي يجمع بين قصص المجموعة والجرائم التي تدور حولها، هو أن الدافع خلفها كان الحب، سواء أكان حبا حقيقيا، أم مزعوما، وتم مناقشة قصص المجموعة في البرنامج الثقافي بالإذاعة بمعرفة الأديبين سامي فريد ود. عبد العزيز شرف رحمه الله، وقدم البرنامج الإذاعي الكبير عادل النادي.
8. ثم سلسلة كتب «الأسوة الحسنة» عن دار العلم والثقافة، صدر منها:

- «عبد الله بن عمر...الفقيه المجاهد»1999
- «زيد بن ثابت..جامع القرآن.»1999
- «عياش بن أبي ربيعة..الشهيد الظامئ»1999
- «أبو حذيفة بن عتبة.. شهيد اليمامة.»1999
- «عبد الله بن رواحة...الشاعر المجاهد.»1999
- «عتبة بن غزوان..الحاكم الزاهد.»2000

1. «الصحفي المتخصص»، دار الفجر.2000، وهو كتاب يجمع أيضا بين الناحيتين النظرية الأكاديمية وبين الناحية التطبيقية، ولأول مرة يتناول كتاب عربي فنون الكتابة المتخصصة لصفحات الأدب والفنون والدين والمرأة، والعلوم والطب، والاقتصاد، والجريمة والحوادث، والتحرير الاليكتروني، بالشرح والتحليل، مبينا المواصفات التي يجب أن تتوافر في محرري هذا الصفحات ومصادرهم، وفنون التحرير المناسبة لها، وكيفية إعدادها وكتابتها.
2. «فن المقال الصحفي..الأسس النظرية والتطبيقات العملية»، دار الفجر.2000، وهذا الكتاب، تنبأ مبكرا بمحاولات الحكام العرب توريث الحكم لأبنائهم، خاصة في سوريا ومصر، وبين كيف أن ما حدث في سوريا من تولية بشار الأسد خلفا لوالده حافظ الأسد، كان مقدمة لإعداد مبارك الساحة المصرية ليخلفه ابنه جمال مبارك، وذلك من خلال تحليل أنواع المقالات المختلفة التي تناولت خلافة بشار الأسد لوالده، في الصحف العربية، وخاصة المصرية بأطيافها المختلفة حكومية، وحزبية ومستقلة.
3. «شخصيات صنعت التاريخ..في الآداب والفنون».عالم الكتب 2003، وهذا الكتاب يعتبر موسوعة معرفية، ترصد حياة وأعمال وإبداع العديد من الأدباء والفنانين الرواد، وما أسهموا به في صناعة تاريخ الأدب والفنون في مصر والعالم العربي.
4. «شخصيات صنعت التاريخ..في البطولة والفداء والنهضة الفكرية» 2003، وهذا هو الجزء الثاني من موسوعة الشخصيات التي صنعت التاريخ المصري والعربي، وكان الهدف منها إعطاء النموذج والقدوة الحسنة للشاب المصري والعربي، وإلقاء الضوء علي السجل النضالي المشرف للشخصيات التي تناولها الكتاب، وكيف ساهمت بكتابة تاريخ أمتها بحروف من نور.
5. وآخرهم كان كتاب «مشايخ ضد السلطة والسلطان» دارة الكرز 2006، وهذا الكتاب محاولة لإحياء دور الأزهر الشريف، ودور علماء الدين في الدفاع عن حقوق الناس، بدلا من نفاق الحاكم والسير في ركابه، وإصدار الفتاوى التي تبرر أفعاله الاستبدادية، وهو ما أفقد الأزهر دوره الريادي والتنويري، وجعله مؤسسه خاضعة للحكومة، ومبررا لقراراتها، إلا البعض منهم، ولذلك قدم المؤلف بانوراما تاريخية لدور عالم الدين في قول الحق، ونصرته، والوقوف في وجه الظلم، ومحاربة السلطان الظالم، وقد بدأ بسعيد ابن المسيب، مرورا بعلماء الدين في الدولتين الأموية والعباسية، وأيام المماليك، وتحت الاحتلالين الفرنسي والإنجليزي من أيام الملكية وحتى الوقت الحالي، مبينا أن عالم الدين الحق كان دوما مناصرا للشعب ضد جبروت الحاكم، وهو الذي كان يقود ثورات الشعوب ضد الظلم، وأنهم صبروا علي الجلد والقتل دفاعا عن الحق، وعن الشعب.

بالإضافة إلى إعداده ونشره العديد من الدراسات والأبحاث العلمية في الإعلام في المؤتمرات ومجلات الدراسات الإعلامية.